# Fuyang (Zhejiang)
30°3′33″N 119°56′45″Ø / 30.05917°N 119.94583°Ø
Fuyang (kinesisk skrift: 富阳, pinyin: Fùyáng) er en by på amtsniveau i bypræfekturet Hangzhou, der er provinshovedstad i Zhejiang i Folkerepublikken Kina. Den ligger i den nordvestlige del af Zhejiang, og har et areal på 1.808 km2, og en befolkning på  640.000 mennesker (2007).

## Trafik
Kinas rigsvej 320 går gennem området. Den begynder i Shanghai og løber mod sydvest til grænsen mellem provinsen Yunnan og Burma. Undervejs passerer den bland andet Hangzhou, Nanchang, Guiyang, Kunming og Dali.